# Diocesi di Atakpamé
La diocesi di Atakpamé (in latino Dioecesis Atakpamensis) è una sede della Chiesa cattolica in Togo suffraganea dell'arcidiocesi di Lomé. Nel 2022 contava 350.556 battezzati su 1.045.680 abitanti. È retta dal vescovo Moïse Touho.

## Territorio
La diocesi comprende la città di Atakpamé, dove si trova la cattedrale di Nostra Signora della Santissima Trinità.
Il territorio si estende su 13.900 km² ed è suddiviso in 53 parrocchie.

## Storia
La diocesi è stata eretta il 29 settembre 1964 con la bolla Quod Sacra di papa Paolo VI, ricavandone il territorio dall'arcidiocesi di Lomé, di cui è stata resa suffraganea.

## Cronotassi dei vescovi
Si omettono i periodi di sede vacante non superiori ai 2 anni o non storicamente accertati.
- Bernard Oguki-Atakpah † (29 settembre 1964 - 10 aprile 1976 dimesso)
- Philippe Fanoko Kossi Kpodzro † (10 aprile 1976 - 17 dicembre 1992 nominato arcivescovo di Lomé)
- Julien Mawule Kouto † (18 ottobre 1993 - 1º marzo 2006 dimesso)[1]
- Nicodème Anani Barrigah-Benissan † (9 gennaio 2008 - 23 novembre 2019 nominato arcivescovo di Lomé)[2]
  - Sede vacante (2019-2022)
- Moïse Touho, dal 26 ottobre 2022

## Statistiche
La diocesi nel 2022 su una popolazione di 1.045.680 persone contava 350.556 battezzati, corrispondenti al 33,5% del totale.
| anno | popolazione | popolazione | popolazione | presbiteri | presbiteri | presbiteri | presbiteri                | diaconi | religiosi | religiosi | parrocchie |
| anno | battezzati  | totale      | %           | numero     | secolari   | regolari   | battezzati per presbitero | diaconi | uomini    | donne     | parrocchie |
| ---- | ----------- | ----------- | ----------- | ---------- | ---------- | ---------- | ------------------------- | ------- | --------- | --------- | ---------- |
| 1969 | 65.037      | 298.385     | 21,8        | 18         | 18         |            | 3.613                     |         |           | 22        | 8          |
| 1980 | 88.700      | 398.000     | 22,3        | 18         | 5          | 13         | 4.927                     |         | 13        | 23        | 11         |
| 1990 | 131.457     | 605.000     | 21,7        | 26         | 20         | 6          | 5.056                     |         | 17        | 49        | 14         |
| 1999 | 197.630     | 598.878     | 33,0        | 54         | 53         | 1          | 3.659                     |         | 14        | 59        | 19         |
| 2000 | 202.364     | 616.964     | 32,8        | 52         | 51         | 1          | 3.891                     |         | 11        | 53        | 19         |
| 2001 | 203.417     | 624.714     | 32,6        | 56         | 55         | 1          | 3.632                     |         | 9         | 59        | 19         |
| 2002 | 210.314     | 648.015     | 32,5        | 54         | 53         | 1          | 3.894                     |         | 9         | 54        | 19         |
| 2003 | 214.455     | 698.676     | 30,7        | 54         | 53         | 1          | 3.971                     |         | 9         | 59        | 19         |
| 2004 | 215.469     | 679.923     | 31,7        | 55         | 54         | 1          | 3.917                     |         | 9         | 87        | 19         |
| 2006 | 257.168     | 699.540     | 36,8        | 57         | 56         | 1          | 4.511                     |         | 9         | 100       | 29         |
| 2007 | 266.273     | 716.000     | 37,2        | 56         | 55         | 1          | 4.754                     | 3       | 9         | 103       | 29         |
| 2012 | 293.546     | 792.000     | 37,1        | 64         | 64         |            | 4.586                     |         | 7         | 98        | 30         |
| 2015 | 327.631     | 903.540     | 36,3        | 78         | 72         | 6          | 4.200                     |         | 13        | 92        | 34         |
| 2018 | 337.939     | 956.070     | 35,3        | 79         | 76         | 3          | 4.277                     |         | 11        | 103       | 39         |
| 2020 | 343.541     | 999.190     | 34,4        | 91         | 88         | 3          | 3.775                     |         | 10        | 113       | 40         |
| 2022 | 350.556     | 1.045.680   | 33,5        | 107        | 104        | 3          | 3.276                     |         | 8         | 117       | 53         |